# Будівля Райхстагу

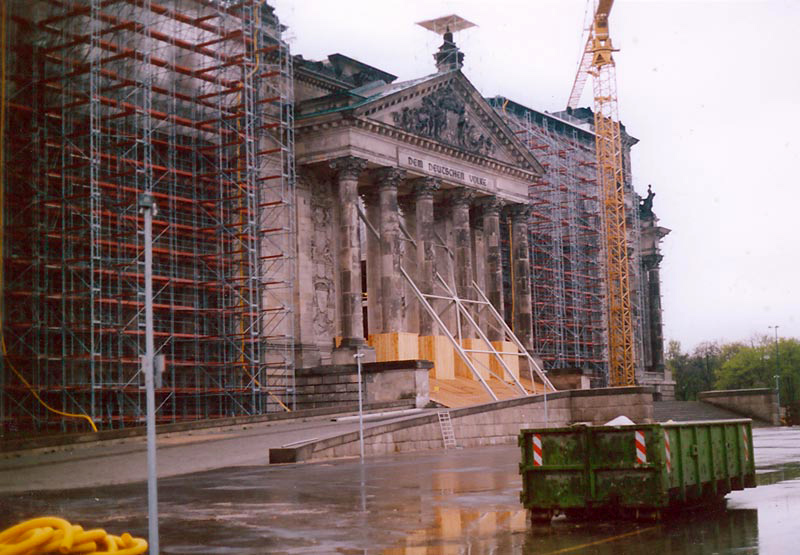
Reichstag 1995

Будівля Райхстагу (Reichstagsgebäudeⓘ — «будівля державних зборів») — знаменита історична будівля у Берліні, де у 1894–1933 роках засідав однойменний державний орган Німеччини — Райхстаг Німецької імперії і Райхстаг Веймарської республіки , а з 1999 року розміщується Бундестаг.

## Історія
Будівля побудована за проєктом франкфуртського архітектора Пауля Валлота у стилі італійського високого Відродження. Перший камінь у фундамент будівлі німецького парламенту заклав 9 червня 1884 року кайзер Вільгельм I. Будівництво тривало десять років і завершилося вже при кайзері Вільгельмі II. Для будівництва Рейхстагу було використано понад 32 мільйони цеглин і 30 тисяч кубометрів пісковику.

Фотографія Віктора Тьоміна для газети «Правда» «Прапор Перемоги над Райхстагом 1 травня 1945 року в Берліні»

27 лютого 1933 року будівля Райхстагу згоріла у результаті підпалу. Націонал-соціалісти звинуватили у підпалі комуністів і використали цей підпал, щоб отримати надзвичайні повноваження і розправитися з політичними супротивниками. Після цього рідкісні засідання Райхстагу (втратив всяке політичне значення) відбувалися не у постраждалій від пожежі будівлі, а у Кролль-Опері, а у 1942 році припинилися. Будівля використовувалося для пропагандистських зборів, а після 1939 року — у військових цілях.
Під час битви за Берлін радянські війська вели штурм Райхстагу. 30 квітня 1945 року на Райхстазі було піднято Прапор Перемоги. На стінах Райхстагу радянські солдати залишили безліч написів, частина з яких (у тому числі у залі засідань) збереглася і залишена при реставраціях будівлі. У 1947 році за розпорядженням радянської комендатури написи були «відцензуровані», тобто були видалені написи непристойного характеру і вписано кілька «ідеологічно витриманих». У 2002 році у бундестазі ставилося питання про видалення цих написів, але більшістю голосів пропозиція була відхилена. Велика частина збережених написів радянських солдатів знаходиться у внутрішніх приміщеннях Райхстагу, нині доступних тільки з екскурсоводом за записом. Нагорі, на правому фронтоні з внутрішньої сторони збережений напис: «Астрахань Макаров». Збережено також сліди куль на внутрішній стороні лівого фронтону.

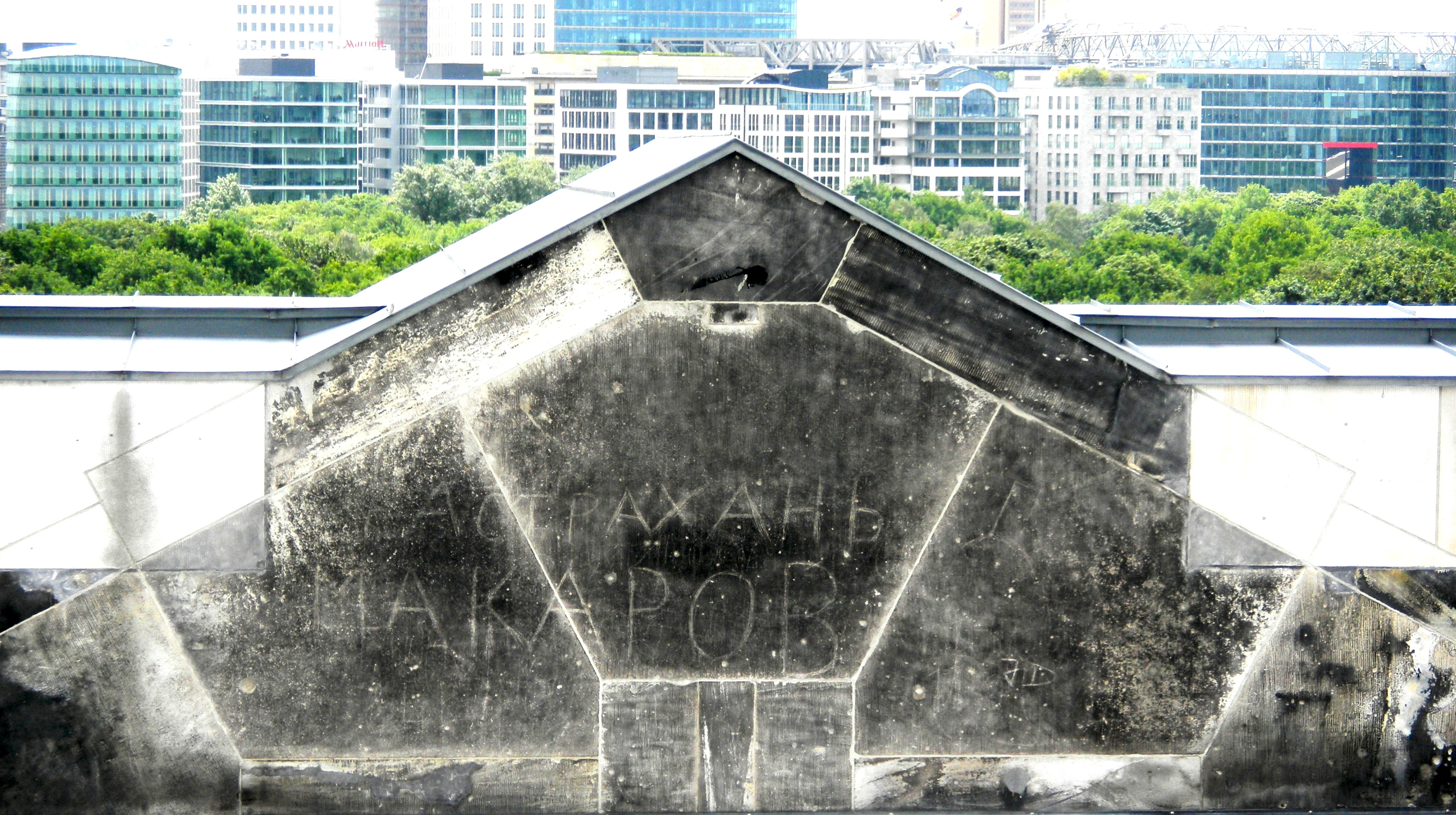
Збережений напис «Астрахань Макаров»
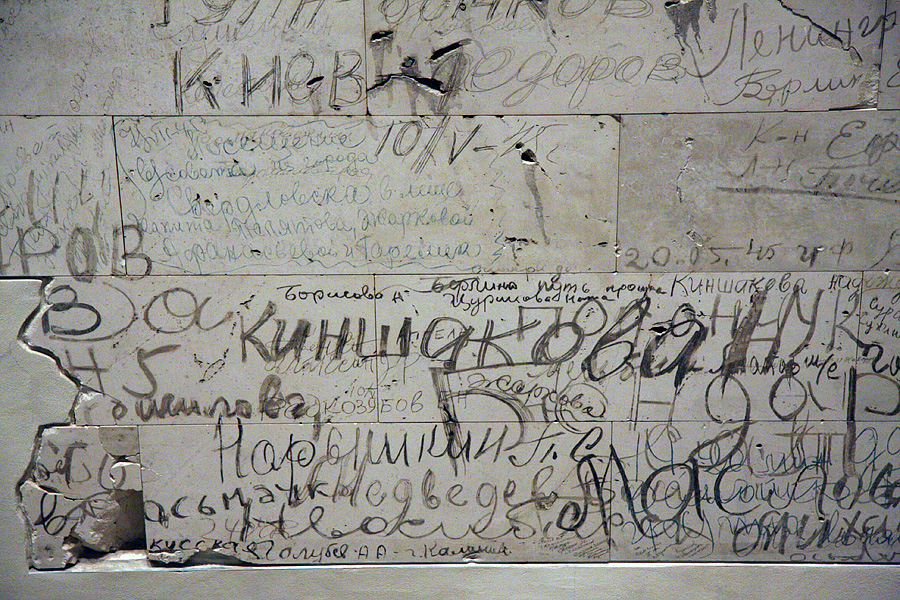
Написи радянських солдатів
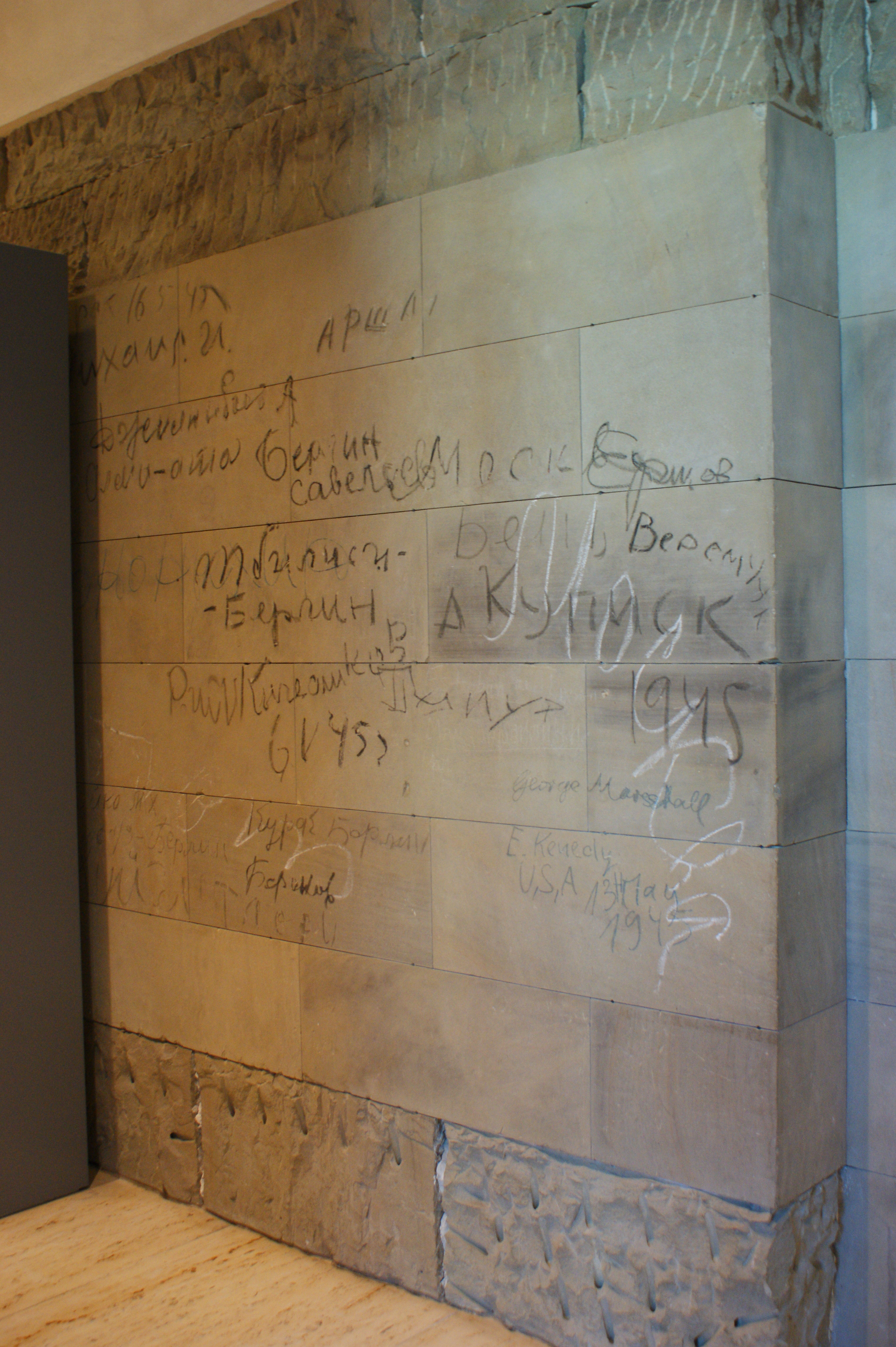
Одна зі стін з написами, залишена при реставрацій Райхстагу

9 вересня 1948 року під час блокади Берліна перед будівлею Райхстагу проходив мітинг, що зібрав понад 350 тисяч берлінців. На тлі зруйнованої будівлі Рейхстагу зі став знаменитим закликом до світової громадськості «Народи світу… Погляньте на це місто!» Звернувся обер-бургомістр Ернст Рейтер.
Берлінська стіна, зведена 13 серпня 1961 року, проходила у безпосередній близькості від будівлі Райхстагу. Воно виявилося на території Західного Берліна. Згодом будівлю було відновлено і з 1973 року використовувалася під експозицію історичної виставки і як зал засідань органів і фракцій бундестагу.
Після возз'єднання Німеччини 4 жовтня 1990 року, на наступний день після фактичної дати об'єднання Німеччини у Рейхстазі відбулося перше засідання першого загальнонімецького Бундестагу. 20 червня 1991 року бундестаг у Бонні приймає рішення 338 голосами проти 320 переїхати до Берліна у будівлю Райхстагу. Після проведення конкурсу реконструкція Райхстагу була доручена англійському архітекторові лорду Норману Фостеру. У травні 1995 року рада старійшин Бундестагу після тривалих дебатів приймає рішення звести сучасний скляний купол, усередині якого можуть ходити люди.
Норману Фостеру вдалося зберегти історичний вигляд будівлі Райхстагу і одночасно створити приміщення для сучасного парламенту, відкритого по відношенню до зовнішнього світу. Будинок розділений на рівні за принципом прозорості та доцільності. У підвалі та на першому поверсі розміщені структури парламентського секретаріату, а також технічні пристрої і системи життєзабезпечення. Вище знаходиться пленарний рівень з великим залом засідань, над яким розташовується рівень для відвідувачів. Ще вище знаходиться рівень президії, над ним знаходиться фракційний рівень і, нарешті, дах-тераса і купол будівлі. Прозорість будівлі забезпечується сучасними будівельними матеріалами: легкі сталеві конструкції і великі засклені площі, декоративний бетон, матово-білий або бежевий природний камінь надають масивній будівлі сріблястий відтінок. Для орієнтації використовується колірна концепція данського художника Пера Арнольді: двері кожного рівня пофарбовані у певний колір.
Сьогодні будівля Райхстагу — одна з туристських пам'яток Берліна. До листопада 2010 року у купол будівлі і на оглядовий майданчик на даху Бундестагу був відкритий вільний доступ, однак туристам необхідно попередньо зареєструватися на сайті Бундестагу. Німецький Бундестаг є найвідвідуванішим парламентом у світі. Після переїзду Бундестагу у Берлін у 1999 році у будівлі Рейхстагу побували понад 13 млн осіб з усього світу. Для порівняння: за час перебування німецького бундестагу у Бонні у 1949–1997 роках його відвідало близько 11,5 млн осіб. Після того, як 17 листопада міністр внутрішніх справ Томас де Мезьєр оголосив про підвищену терористичну загрозу у зв'язку з можливістю проникнення до Німеччини ісламістів, які готували теракти на Різдво, будівлю було обнесено тимчасовими металевими загородженнями, а купол закрито для туристів. На даний час купол відкритий для відвідування туристів за попереднім записом на сайті Бундестагу.

## Архітектура
Проєкт спочатку припускав плоский дах — навіс над будівлею. Але у такому вигляді будівля Райхстагу втратила б свій символ величі і єднання. У 1999 році було збудовано новий купол зі скла і сталі діаметром 40 м і висотою 23,5 м, який реалізував британський архітектор лорд Норман Фостер.
На дах Райхстагу від західного порталу піднімаються два великих ліфта. Терасою підноситься прозорий купол. Дві кругові рампи спірального виду, протяжністю 230 метрів, виводять на оглядовий майданчик, обладнаний під вершиною купола. Звідти, з висоти понад 40 м, відкривається кругова панорама Берліна. Ця воронка тягнеться з пленарного залу і, зі збільшенням висоти, розширюється до 16 м у діаметрі. Скло купола має особливе дзеркальне покриття здатне не тільки відображати, але й пропускати світло. Дзеркальні панелі оснащені спеціальними фільтрами, керованими комп'ютерними програмами. За їх допомогою, у залежності від пори року та погодних умов, регулюється кількість денного світла, що пропускається у пленарний зал. Усередині воронки укладена вентиляційна шахта пленарного залу. Повітря, що виходить з неї, пропускається через спеціальну систему теплообміну, що дозволяє знизити витрати енергії. Таким чином, купол і конус являють собою не тільки архітектурний елемент, але також є частиною екологічної автономної енергосистеми.

## Будівля Райхстагу в сучасній культурі

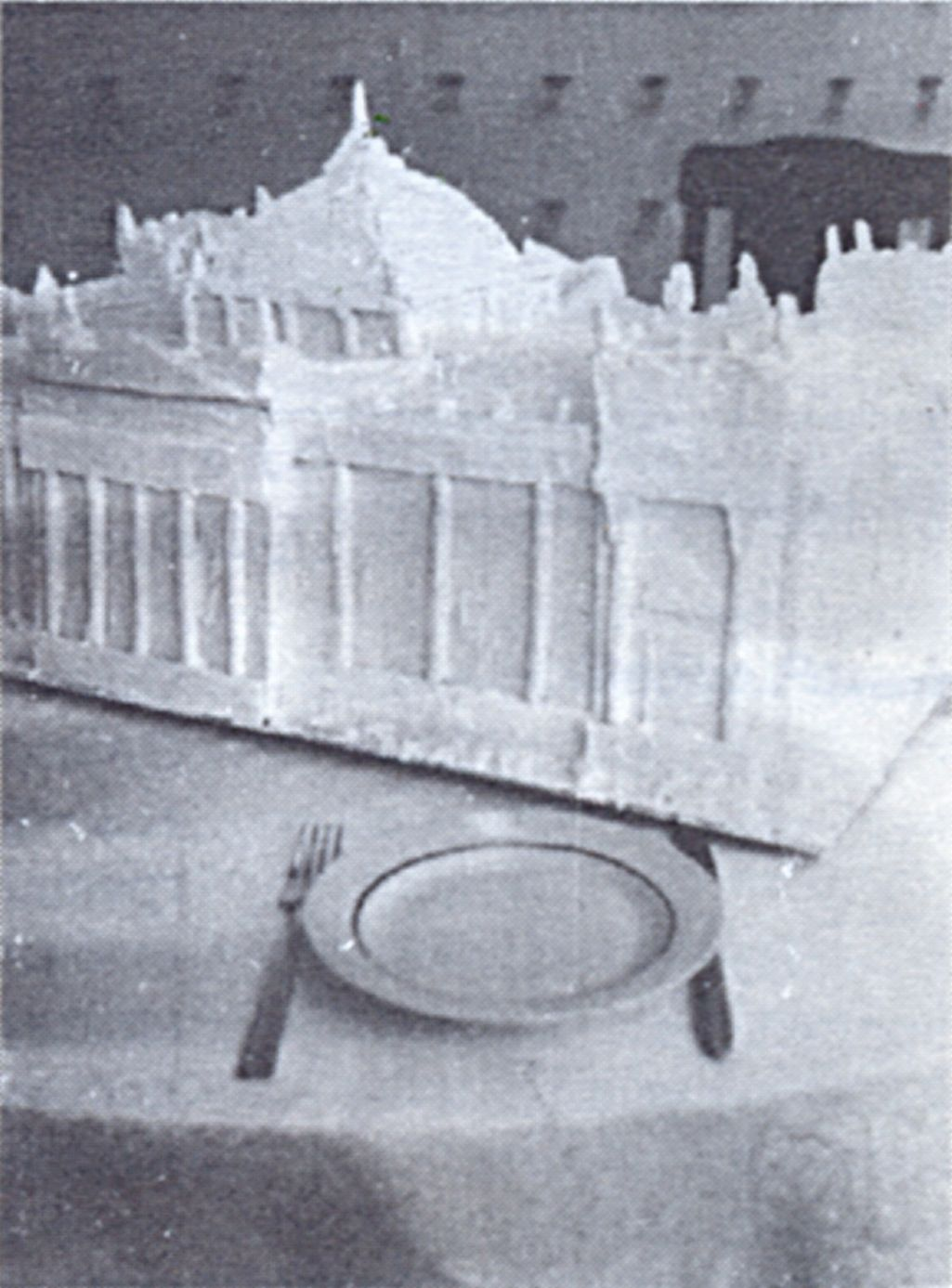
А. Кисляков, Ю. Шабельников.
Два приношення:гірке і солодке, 1995.

- У травні 1995 року російські художники Олександр Кисляков і Юрій Шабельников створили інсталяцію «Два приношення: гірке і солодке», центральним елементом якої був величезний торт, виконаний у вигляді зменшеної копії будівлі Райхстагу[8].
- У 1995 році перед початком реконструкції американський скульптор і художник болгарського походження Хрісто Явашев «запакував» будівлю Райхстагу. Закутаний Райхстаг став витвором мистецтва і залучив близько п'яти мільйонів відвідувачів.